# Ioan Gyuri Pascu
Ioan Gyuri Pascu (n. 31 august 1961, Agnita, Regiunea Brașov, România – d. 26 septembrie 2016, București, România) a fost un muzician și un actor român, membru al grupului de umor Divertis din anul 1987. S-a lansat în cariera muzicală în anul 1977 și de atunci a abordat diverse stiluri muzicale, printre care: pop, rock, blues și reggae. A fondat mai multe formații de succes în anii 1990, precum The Blue Workers sau Pacific, al căror solist a fost, fiind membru activ al primei formații. A lansat mai multe piese de rock alternativ prin casa sa de discuri, Tempo Music.
Pe lângă activitatea de la Divertis, unde a abordat în special satiră politică, a mai jucat în filme de lung metraj precum O vară de neuitat – în regia lui Lucian Pintilie și în Occident – regizor Cristian Mungiu. A mai jucat în mai multe piese de teatru, precum Take, Ianke și Cadîr, asigurând și coloana sonoră pentru o parte din ele. A colaborat cu mai multe posturi de televiziune, printre care TVR 1, Antena 1 și Pro TV. A mai contribuit ca jurnalist sportiv și comentator de sport, și a scris mai multe cărți de spiritualitate și pentru copii.

## Biografie

### Primii ani
Pascu s-a născut la Agnita (în acea perioadă în Regiunea Brașov, acum în județul Sibiu), unde a absolvit școala primară. Tatăl său era român, iar mama sa pe jumătate unguroaică; avea și origini poloneze și slovace. Mama sa era catolică iar tatăl, la fel ca Gyuri, creștin ortodox. Numele său reflectă originile sale: Ioan a fost ales dintre numele românești; al doilea său nume era maghiarul Gyurika, dar a fost notat de atunci ca Ghiurico în certificatul de naștere și documentele personale. Așa cum avea să declare mai târziu Pascu, numele a fost trecut greșit pentru că nici tatăl și nici notarul nu erau familiari cu fonologia limbii maghiare. Pascu, care a vorbit fluent limba maghiară, a preferat diminutivul Gyuri.
A început să studieze pianul la vârsta de nouă ani, și a cântat prima dată în corul școlii, cu voce de soprană, amuzându-și prietenii cu imitarea unor cântăreți de muzică pop cunoscuți. În timpul clasei a cincea, a început să joace handbal la o echipă de amatori, renunțând la lecțiile la pian și încercându-și norocul în actorie. A învățat singur să cânte la chitară.
La vârsta de paisprezece ani, vocea lui Pascu s-a schimbat. Era încă la sopran în cor, dar își folosea vocea de cap. Ca licean, Pascu a fost nevoit să intre în Uniunea Tineretului Comunist (UTC), tinerii fiind obligați de regimul comunist român să se alăture uniunii. În 1976 a intrat la Liceul Agnita, care mai târziu și-a schimbat denumirea în Liceul Agro-Industrial Agnita. În același an a renunțat la handbal și a început să studieze muzica interpretată la chitară, folosindu-se de manualul autoarei Maria Boeru ca ghid. A debutat ca actor amator în 1977, într-o piesă școlară care a avut loc la Casa de Cultură Agnita. Pascu a asistat în acea perioadă și la concertele Cenaclului Flacăra, inspirat din folkul american și folk rock, tolerat sub regimul comunist. S-a familiarizat cu muzica din Occident, ascultând piesele artistei Olivia Newton-John și ale formației Queen, participând activ la brigada culturală a UTC, unde a scris și interpretat primele cântece de folk-rock.

### Trandafirii Negri și Fundal
În mai 1978  a luat parte la sărbătorirea Zilei Muncii în Mediaș, unde s-a împrietenit cu frații Septimiu și Horia Moldovan, care erau din aceeași formație cu cântăreața Elena Cârstea. Conform site-ului oficial al lui Gyuri Pascu, aceștia i-au cântat mai multe piese de muzică rock, printre care „Child in Time” a celor de la Deep Purple și „July Morning” interpretată de Uriah Heep. Între 1978 și 1980 a cântat alături de formația fraților Moldovan, Trandafirii Negri, la nunți și alte festivități. Cu banii câștigați și-a cumpărat prima chitară acustică direct de la fabrica din Reghin și a învățat să cânte la baterie. În 1979 a compus unul din primele cântece lansate public, „Melancolie”.
În 1980 Pascu a dat examenul de admitere la Institutul de Teatru „Szentgyörgyi István” din Târgu Mureș, examen pe care l-a picat. A lucrat la o întreprindere de stat ca strungar, iar în 1980 a fost înrolat pentru câteva luni în Forțele Terestre Române, unde a întâlnit mai mulți muzicieni care făceau armata. Împreună au fondat formația Fundal, cu Pascu solist și toboșar. Formația a participat la festivalul Cântarea României.
În 1982 și-a terminat stagiul militar, iar formația Fundal s-a întors la Mediaș, unde Pascu a fost descoperit de postul românesc de radio Radio Vacanța. A fost invitat să participe la concertele dedicate tinerilor și difuzate pe acel post, întâlnindu-se în timpul acestora cu Teo Peter, basistul formației Compact, și promotorul de muzică Andrei Partoș. În timpul anului 1982, Pascu a cântat în cadrul Cenaclului Flacăra și și la concertele Scînteiii Tineretului. A declarat mai târziu că s-a inspirat de la cântăreții de muzică rock Cristi Minculescu, Liviu Tudan, Adrian Ordean și Vladi Cnejevici, care au fost „cea de-a treia [mea] școală adevărată”. În 1980, Pascu a făcut cunoștință cu muzica reggae și a fost influențat de aceasta, cu stilul respectiv intrând în contact prima dată prin intermediul cântecelor formației The Police și prin sesiunile de reggae fusion. A devenit astfel un fan al muzicii reggae interpretată de studenții africani din universitățile românești. După douăzeci de ani, Pascu a declarat că: „Între anii 1980 și 1985, eram înnebunit după Bob Marley.”

### Anii la universitate șiDivertis
În 1984 Gyuri Pascu s-a mutat la Cluj, unde a fost admis la Facultatea de Litere din cadrul Universității Babeș-Bolyai, secția română - spaniolă. A dat de două ori examenul de admitere la același profil la Universitatea din București, dar l-a picat. La puțin timp după admitere s-a alăturat trupei de teatru a universității, Ars Amatoria și Fiii, condusă de criticul literar Ion Vartic. În această perioadă a luat parte la piese de comedie la radio și teatru de parodie, și la cercul literar al lui Vartic, Echinox. A continuat să facă sport, în special fotbal, și era fan al echipei FC Universitatea Cluj.
În 1986, în timp ce Ars Amatoria era în turneu prin București cu o adaptare a uneia din piesele lui Ion Luca Caragiale, Pascu s-a întâlnit și împrietenit cu membrii grupului studențesc de comedie Divertis, care dădea reprezentații de satiră politică subtilă împotriva regimului comunist condus de Nicolae Ceaușescu. Pascu a fost un fan al lui Divertis încă din 1982 de care își amintea că, „...după spectacol m-am întâlnit cu băieții de la Divertis. Le-a plăcut de mine, mi-au propus să intru în grup și, în 1987, în februarie, am avut primul spectacol cu ei.” Prima reprezentație avută cu Divertis a avut loc în 1987, la stațiunea Izvoru Mureșului din județul Harghita. Tot în 1987 a fost invitat de Andrei Partoș să cânte la Festivalul de Muzică de la Deva.
În 1988-1989, după absolvirea facultății, Pascu a predat limba și literatura română la o școală primară din Ulmu, județul Călărași, dar a renunțat pentru a-și relua cariera muzicală. În 1989, în Semenic, s-a întâlnit cu Mircea Baniciu, fost membru al formației de muzică rock Phoenix. A fost oaspete în casa lui Baniciu la izbucnirea revoluției anti-comuniste din Timișoara. Autoritățile comuniste au anulat spectacolul avut de Divertis la Iași.
După căderea comunismului, Pascu și-a diversificat domeniile de activitate. După ce a susținut solo în februarie 1990 un recital de muzică și-a reînnoit contractul cu Divertis, alături de care a mers în turneu în toată țara. La sfârșitul acelui an, Divertis apărea pentru prima dată la televizor pe canalele Televiziunii Române. Grupul a lucrat împreună cu agentul de circulație Virgil Vochină, adăugând părți comice în campania serial dedicată atenției la volan, Reflecții rutiere. Din decembrie 1990 până în 1992 a lucrat ca redactor la TVR.
În 1992, cu ajutorul lui Mircea Rusu, Pascu a lansat un extended play, Ar putea fi.
Tot în 1992, a fondat Tempo Music, în colaborare cu prietena sa Daniela Marin, susținând că aceasta a fost prima casă de discuri independentă din România.
A fondat o nouă formație, The Blue Workers.

### Primele hituri
În anii 1990 Divertis a ținut mai multe spectacole prin țară, în care grupul urmărea serialul Twin Peaks. Colegul Valentin Darie a interpretat mai multe piese la vioară pentru a-i acoperi la unul din spectacole. Conform unei declarații date în ziarul Gardianul, activitatea din Divertis l-a transformat pe Gyuri Pascu în „una dintre cele mai populare figuri ale umorului autohton”. În interviul din 2006 acordat publicației Dilema Veche, fondatorul trupei Divertis, Toni Grecu, a amintit că Pascu a fost singurul membru din grup care nu a fost născut în Moldova.
În 1993 Pascu a lansat primul album de succes, Mixed Grill, și piesa „Țara arde și babele se piaptănă”, făcând referire la un proverb românesc. Un sondaj creat de ziarul Evenimentul Zilei a nominalizat piesa ca fiind cea mai bună a anului 1993, iar postul Radio Contact i-a acordat titlul de „compozitorul anului”. În Mixed Grill Pascu a experimentat fuziuni între rock și reggae. Hituri ca „Gizzi” și „Mi-am luat colac” l-au făcut unul dintre pionierii reggae-ului românesc, cu mulți ani înaintea formațiilor El Negro și Pacha Man. Combinația de genuri a devenit una din caracteristicile muzicile lui Pascu: „Consider că este extrem de limitativ să cânți într-un stil și plictisitor pentru oameni. Eu când făceam discuri, mă gândeam că dacă, cumva, cineva totuși pune la un chef discul meu, să aibă mai multe feluri, să nu se plictisească. Dar nu din cauza asta, cred că așa le scriu, cum îmi vine inspirația, așa scriu. Nu stau cantonat într-un gen muzical.” Pe lângă pian, chitară și baterie, Pascu începe să cânte la muzicuță. S-a căsătorit cu Daniela Marin în august 1993. A fost invitat de regizorul Lucian Pintilie să joace în filmul O vară de neuitat, alături de Kristin Scott Thomas, Claudiu Bleonț și Marcel Iureș. Filmul a primit recenzii pozitive.
În următorii ani Pascu și The Blue Workers au lansat două EP-uri, și albumul R&B Mașina cu jazzolină și Caseta pentru minte, inimă și gură. A înregistrat alături de Divertis mai multe scenete, ceea ce i-a adus reputația de scriitor de cântece de protest. Politica românească și dezbaterile sociale din anii '90 l-au făcut să compună cântece ca „Morcovul românesc” și „Instalatorul”. Pascu a recunoscut că este necesară legătura dintre fenomenele sociale și perspectiva culturală a unui textier, considerând că piesele trebuie întotdeauna să spună o poveste. Unul din cântecele pamflet de pe Mașina cu jazzolină, „Africa, Africa”, a atras interes în cercurile culturale cu substratul satiric. Versurile sugerau că România modernă nu era mai bună decât o țară africană. Conform istoricului Sorin Mitu, „Africa, Africa” a arătat tendința României de a se asocia realităților extra-europene”, un trend care se putea observa în ultimul deceniul al perioadei ceaușiste și prin prima parte a perioadei de după revoluție.
În 1995, după o serie de festivaluri avute împreună cu The Blue Workers, Gyuri Pascu a participat la Festivalul „Cerbul de Aur”, și a primit trofeul pentru „Cel mai bun album” din partea revistei Actualitatea Muzicală, pentru Mașina cu jazzolină. A mai interpretat cântece la deschiderea unor formații occidentale de muzică rock care au susținut concerte în România: formația britanică Jethro Tull, Beats International și Asia, și formația germană Scorpions. Ca actor de televiziune, Pascu a luat parte la dezvoltarea industriei reclamelor. S-a remarcat în cultura populară prin spoturile publicitare filmate pentru Connex, unul din primii operatori de telefonie mobilă din România, cu lozinca Alo, Maria?.
În februarie 1997 Pascu a lansat cel de-al treilea album, Gânduri nevinovate. Conform site-ului său oficial, a fost considerat primul album „mai puțin comercial”. Fiica sa, Ana Iarina, s-a născut spre sfârșitul aceleași luni. După 1997, Pascu și-a intensificat activitatea de promotor muzical și producător. Între 1998 și 2000, el și soția sa au ajutat mai mulți artiști să se lanseze public, printre care formațiile de rock alternativ Vama Veche, Domnișoara Pogany și Dinu Olărașu. După ce a lansat compilația Poveștile lui Gyuri în 1999, a renunțat să mai cânte pentru o scurtă perioadă de timp, afirmând că este dezamăgit de noile tendințe din muzica pop, dar s-a întors în 2000 cu o înregistrare lansată în ediție limitată Lasă (muzică de casă). Această înregistrare s-a bucurat de succes în rândul „celor mai apropiați fani” și membrii ai comunității Româno-Americane.

### De laOccidentlaFelix și Otilea
Tot în 2000, Pascu a lucrat împreună cu producătorul de film Cristian Mungiu, compunând coloana sonoră a filmului de scurt metraj Zapping și apărând împreună cu Mircea Diaconu în filmul Corul pompierilor. Au mai colaborat la Occident, care avea în coloana sonoră muzică din repertoriul lui Pascu, el jucând în rolul lui „Gică”, opusul lui Alexandru Papadopol („Luci”). Prestația sa a fost primită bine de critici. Criticul de film Alex. Leo Șerban s-a referit la jocul memorabil al lui Pascu ca și cel al lui Papadopol „cinic, bun pentru toți vecinii”, iar Eugenia Vodă a sugerat că el este „autentic prin definiție” prin care „umorul negru capătă reflexe diafane”.
Doi ani după premiera filmului Occident, Pascu a lansat albumul Stângul de a visa, care nu s-a bucurat de succes la public, nefiind difuzat la radio. A vândut copii ale albumelor în timpul concertelor. Într-un interviu din 2009, Pascu a afirmat că, „De fiecare dată când voiam să dau piese spre a fi difuzate la radio, posturile de radio îmi transmiteau că '[piesele] sunt frumoase, dar nu sunt în politica postului.' [...] Că dacă stăm după radiourile comerciale, chiar n-am mai scos nimic din '93.” A mulțumit comunității că au postat pe internet melodiile sale, deși pierdea astfel niște bani. Pascu s-a opus concursurilor de muzică contemporane, amintindu-și că în perioada când a făcut parte din juriul Festivalului de la Mamaia, a rămas cu un gust amar datorită deciziilor luate în culise.

Pentru a marca 20 de ani de muzică, Pascu a susținut concerte în mai multe cluburi de provincie. A continuat să susțină concerte (la deschiderea concertului cântărețului italian Albano Carrisi în Arad), și începând cu anul 2003, a găzduit  talk show-ul Taverna pe TVR 1. Cu Divertis, Pascu a devenit co-prezentator al emisiunii pamflet de pe Antena 1, patru dintre episoade fiind filmate în Statele Unite și Canada. În cadrul emisiunii a jucat într-un scheci intitulat Felix și Otilea, alături de cântăreața de muzică pop Monica Anghel, Jojo, Cătălin Mireuță și Daniel Buzdugan. A servit la dublarea emisiunii Animat Planet, un desen animat satiric făcut de Divertis pentru Antena 1. Pentru aceste contribuții, Pascu a fost desemnat într-un sondaj susținut de TVR 1 „cel mai bun comediant al anului 2003”.
A mai lansat două albume solo, O stea și Jocul de-a joaca, ambele în 2004. În iulie 2005, a fost invitat să cânte imnul național al Braziliei la un meci amical dintre echipa națională de fotbal a Braziliei și cea a României. În același an, a lansat o înregistrare best of, intitulată 12 ani, 12 balade. Pascu s-a reunit cu formația The Blue Workers pentru un turneu prin țară susținut în anul 2005 și pentru o reprezentare din 2006 de la Palatul Copiilor din București. Au mai concertat la festivalul ProEtnica din Sighișoara, care a sărbătorit minoritățile etnice și practicarea toleranței.
Pascu s-a despărțit pentru prima dată de Divertis în 2007. La acea vreme, a susținut că nu mai putea face față ritmului susținut de trupă. A continuat să dubleze voci pentru serialul satiric Animat Planet. Într-un interviu din 2007, reflectând la impactul serialului, a menționat că „Nu sunt un foarte mare amator al umorului politic. Îmi place umorul așa, din piatră-seacă, pur și simplu, îmi plac glumele făcute, să fie glume, să fie umor frumos. Dacă se mai nimerește să fie politică este din cauza că asta trebuie să facem noi în serial.” În 2012, a menționat că ruptura era definitivă, neagreând umorul politic impus de Toni Grecu. După plecarea sa de la Divertis, un conflict dintre Grecu și ceilalți actori de la Divertis a dus la despărțirea formației în două.
Pascu a lansat albumul La jumătatea vieții la recitalul din Cluj-Napoca din noiembrie 2007. În această perioadă a luat o pauză din cariera de muzician. În martie 2007 a jucat rolul lui Allan Felix din Mai cântă o dată, Sam!, în regia lui Bogdan Drăgulescu. În vara anului 2007 a jucat în rolul lui Rică Venturiano, în adaptarea piesei O noapte furtunoasă de I. L. Caragiale, comemorând a 130-a aniversare de la prima reprezentație publică a piesei. Pe 25 decembrie 2007 a jucat rolul principal în Vicontele, o piesă de teatru muzical de Eugen Ionescu. Pascu a apărut în filmul documentar al lui Marius Barna, Utopia impusă, care a investigat viața de zi cu zi din România comunistă, avându-i ca invitați pe Dan Bittman, criticul literar Ion Bogdan Lefter, politicianul și actorul Mircea Diaconu, și istoricul Marius Oprea.

### Debut ca scriitor și proiecte la Pro TV

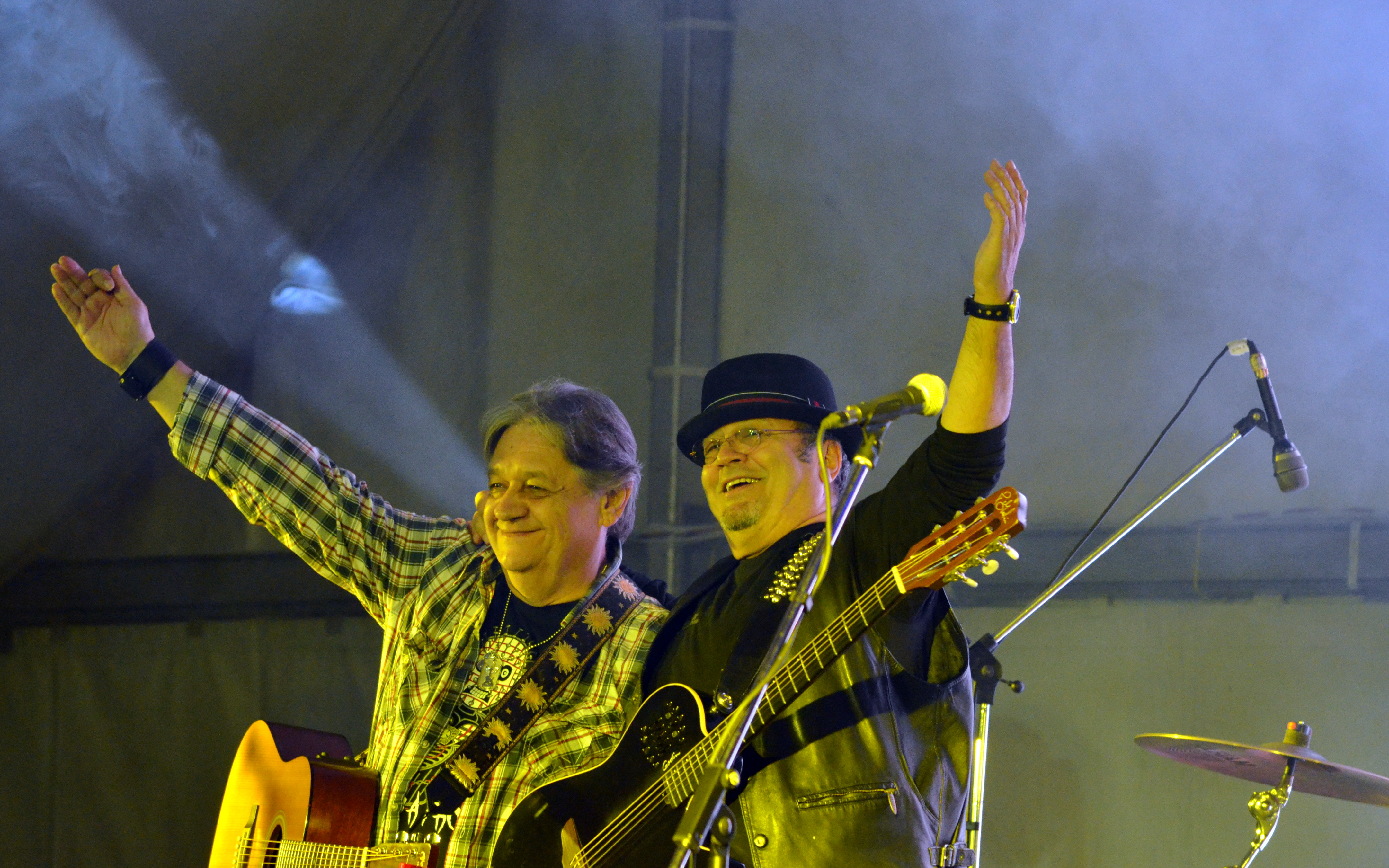
Mircea Baniciu (dreapta) și Mircea Vintilă ca soliști ai Pasărea Colibri, aprilie 2012

La vârsta de patruzeci de ani, Pascu a început să publice cărți care tratează teme spirituale, specializându-se în eseuri despre misticism. Când a fost întrebat de convingerile în legătură cu credința sa, a declarat că s-a inspirat de la preotul ortodox și Omraam Mikhaël Aïvanhov. În 2007 a spus că „Trebuie să înțelegem că menirea noastră, drumul nostru pe pământ, este de a reface legătura cu Divinitatea, cu Dumnezeu.” Deși era ortodox, Gyuri Pascu a fost în pelerinaj la Lourdes, în Franța.
I s-a oferit oportunitatea de a apărea într-un film maghiar, în rolul unui polițist român, și a jucat una din piesele de teatru ale lui Eugen Ionescu, Le Viscomte. A mai apărut în reclame și a scris articole sportive în mai multe publicații, printre care și revista Time Out. Între anii 2008-2009 l-a jucat pe inspectorul șef de poliție Fane Popovici în Vine poliția!, un serial de comedie produs de Pro TV și bazat pe serialul spaniol Oamenii lui Paco. Criticul de televiziune Cezar Paul-Bădescu l-a caracterizat drept „catastrofal”.
În aprilie 2009, Pascu a apărut în intermezzo-urile comice de la Gala Premiilor UNITER, dar acestea au fost primite cu recenzii mixte. Trei luni mai târziu, a susținut un recital la concertul de deschidere al cântăreței americane de muzică folk Suzanne Vega la concertul susținut de ea la București. Pascu a onorat invitația doar după ce s-a consultat cu fiica sa, fan al lui Vega, și și-a adaptat cântecele interpretate la chitara electrică pentru aranjare „unplugged”, cântând la mandolină.
În toamnă, s-a reunit cu o parte din colegii de la Divertis după ce aceștia s-au mutat de la Antena 1 la Pro TV. A mai jucat într-o piesă de teatru de la Teatrul Metropolis, Din adâncuri de Maxim Gorki, cu veteranul Ștefan Radof în rolul principal. Piesa a fost primită cu recenzii pozitive, iar prezența lui Pascu, alături de alți actori de comedie (Alexandru Bindea, Tudorel Filimon), a fost considerată ca una neobișnuită în tragedia lui Gorki. Pascu și Blue Workers au participat la Festivalul de Jazz de la Sibiu. A mai jucat și în Azilul de Noapte, tot de Gorki. Mai târziu în 2009, Pascu a divorțat de soția sa.
În aprilie 2010, Pascu și-a atras critica mass-mediei, pentru că a fost de acord să participe în Timișoara la una din ședințele de Yoga ale grupării conduse de Gregorian Bivolaru. A declarat că „Oamenii ăia nu mi-au făcut rău și nu am de ce să fug de ei.” În 2010 a mai susținut concerte, inclusiv la Bookfest la sfârșitul lunii iunie. În noiembrie, a fost gazda concertului tribut dedicat lui Mircea Baniciu, unde a distrat audiența imitându-i pe cântăreții de muzică folk Nicu Alifantis și Victor Socaciu, și interpretând cântecele formației Pasărea Colibri. A cumpărat un local în București, Gyuri's Pub, la care a concertat Radu Captari. Colaborator la proiectele muzicale din 2010, Captari a cântat în timp ce călărea un cal.

### Atacul cerebral din 2010 și destrămareaDivertis
Ioan Gyuri Pascu a părăsit „Divertis” în anul 2007 pe motiv că nu îi plăceau glumele cu tentă politică ale lui Toni Grecu, liderul grupului umoristic.
La sfârșitul anului 2010, Pascu a suferit un atac cerebral și s-a recuperat la Spitalul Universitar din București. Presa românească a speculat că atacul s-a datorat stresului care a urmat divorțului, deși Pascu a menționat că aceasta a fost una amiabilă. Ca urmare, s-a lăsat de băuturi alcoolice. în primele luni ale anului 2011 a jucat pe Cadâr în comedia lui Victor Ion Popa, Take, Ianke și Cadâr, mergând într-un turneu prin România. Această piesă a fost una de succes, fiind rejucată anual cu Gyuri Pascu în distribuție.
Pascu s-a întors la Land of Jokes, seria de comedie produsă de o jumătate a distribuției de la Divertis pentru Pro TV, unde a jucat rolul lui Nemuriciul (inspirat din Highlander: The Series). Întoarcerea sa a amplificat conflictul cu Toni Grecu, care producea o satiră politică pentru același post TV. În iunie 2011, Pascu și restul echipei Land of Jokes a anunțat despărțirea definitivă de Divertis, ajungând la finalul contractului cu Pro TV. Într-un interviu dat în Adevărul, comedienii au afirmat că își caută de lucru; Pascu a criticat Pro TV-ul pentru producerea unui show de talente. A continuat să critice emisiunea Românii au talent, chiar dacă fiica sa Iarina a făcut parte dintr-un ansamblu de muzică gospel care a participat la concurs.
Noua trupă de comedie și-a luat numele Distractis, brandul Land of Jokes rămânând în proprietatea Pro TV-ului, iar în august 2011 a semnat cu TVR 1. Criticul media Iulian Comanescu a declarat, „Programul [Distractis] a atins locul al cincilea în ratinguri. Este începutul sfârșitului pentru unul din cele mai integre și mai iubite branduri din televiziunea română.”
În octombrie 2011, Pascu s-a întors la Cluj-Napoca ca gazdă pentru inaugurarea Cluj Arena, stadionul echipei Universitatea. A călătorit prin SUA până la Seattle, unde a ținut un recital cu scopul strângerii de fonduri pentru  un centru cultural ortodox român în America. La începutul anului 2012, și-a desfășurat activitatea muzicală în județul Suceava, lucrând cu cântărețul și textierul Lian Cubleșan. Colaborarea lor a dus la albumul baladă Tropa, Tropa... €uropa!, lansat pe 20 ianuarie la Câmpulung Moldovenesc, unde The Blue Workers a susținut un concert. Pascu a apărut cu colegul său din Occident, Mircea Diaconu, în filmul de scurt metraj Loto, jucând rolul unui vânzător de mașini. În 2013 a lansat un volum de poezii intitulat Purtătorul de cuvinte, iar în luna martie joacă în piesa „Clipe de viață
”. În iulie 2013 a participat alături de Baniciu și Șeicaru la festivalul de muzică folk Garana. În perioada următoare a susținut mai multe concerte prin țară alături de formația The Blue Workers, acompaniată de o orchestră simfonică (ceea ce se întâmpla inclusiv în anul 2015). În 2014 a participat la înregistrarea spectacolului radiofonic „Henric al V-lea”, care a primit Premiul UNITER pentru cel mai bun spectacol radiofonic. În septembrie a jucat în piesa „Eternul spectator”. Începând cu 19 octombrie 2015 a jucat în piesa de teatru „4 x 4 personaje”. La data de 25 februarie 2016 a susținut spectacolul „Repetiție în Casa Inimii”, cu versuri din volumul „Purtătorul de cuvinte” și cu muzica compusă de Gyuri Pascu. În martie lansează și „Imnul refugiaților”, prin care parodiază situația refugiaților sirieni. În aprilie 2016 a jucat în Revelion cu Dumnezeu.
Ioan Gyuri Pascu a decedat la 26 septembrie 2016, în urma unui infarct miocardic.

### Convingeri religioase
Ioan Gyuri Pascu a fost adeptul lui Luong Minh Dang, originar din Vietnam, care are peste trei milioane de adepți în 60 de țări.
Daniela Marin, fosta soție a lui Gyuri Pascu, este liderul mișcării din România.

## Discografie și filmografie
| Discografie: - Ar putea fi (1992) - Mixed Grill (1993) - Mașina cu jazzolină (1994) - Casetă pentru minte, inimă și gură (1996) - Gânduri nevinovate (1997) - Lasă (muzică de casă) (2000) - Stângul de a visa (2002) - Prinde o stea (2003) - Jocul de-a joaca (2004) - La jumătatea vieții (2007) - Tropa, Tropa...Europa! (cu Lian Cubleșan; 2012) - Electromagnetic Love (2013) | Filmografie: - O vară de neuitat (1994) - Corul pompierilor (2000) - Rusul - Occident (2002) - Gică + muzica (în colaborare cu Petru Mărgineanu) - Canton (2004) - Offset (2006) - șofer taxi + muzica - Cartea Junglei (dublaj), - Regele Louie (2006) - Vine poliția! (2008) - Fane Popovici - Tablou (2008) - Im Angesicht des Verbrechens (2010) - Bondarenko - Dreileben III: Un minut de întuneric (2011) - Egon Scheer - Omega Rose (2015) |  |

## Cărți
Ioan Gyuri Pascu are șase cărți lansate de editura Cartea Daath. Primele patru sunt de spiritualitate, iar ultimele două sunt dedicate copiilor.
- În căutarea armoniei (2005)
- Gândirea, copilul realității și creatorul iluziei (2006)
- Viață, Adevăr, Lumină (2012)[85][86]
- Purtătorul de cuvinte (2013)
- Aventurile lui Moș Crăciun (2013)
- Aventurile lui Chilli Ramirez - Poveștile lui Gyuri (2013)